# Tomiño
Tomiño település Spanyolországban, Pontevedra tartományban. Tomiño O Rosal, Oia, Baiona, Gondomar, Tui, Valença és Vila Nova de Cerveira községekkel határos. Lakosainak száma 13 782 fő (2024).

## Népesség
A település népessége az elmúlt években az alábbi módon változott:
| Lakosok száma | 11 111 | 11 776 | 12 651 | 13 315 | 13 738 | 13 707 | 13 585 | 13 450 | 13 779 | 13 782 |
|               | 2001   | 2004   | 2007   | 2009   | 2012   | 2014   | 2017   | 2019   | 2022   | 2024   |